# Trò chơi năm 1977
Trang này liệt kê các board game, card game, wargame, miniatures game, và trò chơi nhập vai tabletop xuất bản năm 1977. Đối với trò chơi điện tử, xem Trò chơi điện tử năm 1977.

## Trò chơi được phát hành hoặc phát minh năm 1977
- After the Holocaust
- Air Assault on Crete
- Air War
- Alpha Omega
- Arab-Israeli Wars
- Arduin (trò chơi nhập vai)
- BattleFleet Mars
- Chitin: I
- Chivalry & Sorcery (trò chơi nhập vai)
- Cosmic Encounter
- Down Styphon!
- Elric: Battle at the End of Time
- The Emerald Tablet
- Gondor: The Siege of Minas Tirith
- Hexagony
- Imperium
- Lords & Wizards
- Lords of Valetia
- Melee
- Nomad Gods
- Obsession
- Ogre
- Professional Wrestling (trò chơi nhập vai)
- Quazar
- Rail Baron
- Rivets
- Rummikub
- Sauron
- Skirrid
- Snit's Revenge
- Space Marines
- Space Quest (trò chơi nhập vai)
- Squad Leader
- Star Empires
- StarSoldier
- Starwars
- Traveller (trò chơi nhập vai)
- Victory in the Pacific
- War of the Ring
- The Warlord Game
- WarpWar